# 仮面ライダー電王の登場仮面ライダー
仮面ライダー電王の登場仮面ライダー（かめんライダーでんおうのとうじょうかめんライダー）では、特撮テレビドラマ『仮面ライダー電王』、およびその関連作品に登場する「仮面ライダー」について記述する。
劇場版のゲスト仮面ライダーについては各作品の項目を参照。
劇中では「仮面ライダー」や「ライダー」などの名称は使用されず、単に「電王」や「ゼロノス」などと呼称される。

## コンセプト
電車
「仮面ライダーとはバイクに乗るヒーローである」というイメージが根強い中で、乗り物に関して強烈な印象を与えるため、電車をモチーフとしている。
おとぎ話
電車だけではキャラクターの差別化が困難であるため、『桃太郎』をはじめとする「おとぎ話」が第2のモチーフとされた。
過去への時間移動
電車の行き先として考案されたのが、過去の時間であった。時をさかのぼって悪事を働こうとする怪人を阻止すべく、ヒーローが駆けつけるための手段として電車が使われることになったのである。
憑依による変身
単なる機能差によるフォームチェンジよりも面白みを出すため、多重人格による変身形態の変化が発案されたが、放送コード上の問題があるため、そのままの形で採用することはできなかった。そこで、精神生命体が主人公に憑依することで人格が変化するという形に整理された。当初は、前述のような設定はなく、基本となる1つの顔のアンテナが変化することで異なるフォームに変化するというものであった。
ヒーローは2人
前作『仮面ライダーカブト』にて、ヒーローキャラクターが多すぎて収拾をつけるのが大変になったことの反省から、本作品のテレビシリーズに登場する仮面ライダーは2人に絞られることとなった。

## 造形
『仮面ライダー電王』の撮影用スーツには3つの革新がある。
ベーススーツの生地
平成仮面ライダーシリーズにおけるスーツ生地は、よりよい造形を求めて試行錯誤を重ねており、『仮面ライダークウガ』ではウェットスーツだったものが、『仮面ライダー響鬼』や『仮面ライダーカブト』ではタイツにネオプレーンゴムを含浸させたものとなっていた。
『電王』のスーツは、ミズノが開発したスピードスケート用の生地繊維を応用した特注の生地を用いている。これは元来がアスリート用なので伸縮性や耐久性に優れているうえ、塗料との相性がよく塗装の劣化がおきにくい。
FRPパーツ
通常、胸や腕のプロテクターは前後から挟みこみ、留め金やフックピンで固定する形式となっている。
『電王』でもマスクや細かなパーツにはピンが使われているが、それ以外はFRPパーツ同士の勘合のみで接合されている。ゆるすぎると外れてしまい、きつすぎると着脱が困難になるため、勘合には非常に精緻な調整が求められる。
塗装
電王スーツの塗装は傷に強く、ウレタン塗装によるクリアーコート処理を施しているものと思われる。アップ用のみならず、アクション用マスクも同等の品質で仕上げられており、かつてのように撮影のたびに補修を要するようなことはなくなった。

## 仮面ライダー電王
時の列車デンライナーに所属し、乗客の時間旅行と時の運行を守る戦士。フリーエネルギーによってシステムを作動させ、マスクの電仮面、スーツのオーラスキン、装甲のオーラアーマーを身にまとう。自らに憑依した精神生命体、イマジンを制御できる人物、特異点に、変身の素質がある。
世にも不運な青年・野上良太郎は、未来から来たハナに特異点であることを見出され、電王となって時間の改変をもくろむイマジンに立ち向かう。しかし良太郎には戦闘能力がなかったため、モモタロスをはじめとする味方のイマジンをその身に憑依させ、「二心同体」となって戦うのだった。
テレビシリーズの終盤で、良太郎との絆により実体を得たモモタロスらも、それぞれのフォームの電王に変身できるようになった。『仮面ライダーディケイド』のテレビシリーズ第14話と第15話における「電王の世界」では良太郎がデンライナーと別行動していて、モモタロスたちも世界の崩壊の影響で実体化できなくなったため、他の人間に憑依して変身していた。劇中では門矢士と小野寺ユウスケ（共にソードフォーム）、光夏海（ロッド・アックス・ガンフォームの3形態）といった『ディケイド』の主要人物たちが変身していた。
公式サイトや『俺、誕生！』のDVDの字幕、台本などでは「憑依するイマジンのイニシャル+電王」として区別されるが、ジークが憑依したウイングフォームのみ「W電王」と呼称される。

### フォーム（電王）
プラットフォーム
各フォームの素体となる電王の基本形態。フォームスイッチを押さずに良太郎が単独変身した場合や各フォームからイマジンが離れた場合にはこのフォームとなる。黒いオーラスキンとオーラアーマーを纏っているが電仮面は起動しない。
飛躍的に戦闘力と防御力を向上させる一種の強化スーツだが、良太郎は他人を傷つけることを嫌っていることもあり、非常に戦闘技術が低く、当初はイマジンにまったく歯が立たなかった。しかし、良太郎が密かに体力づくりに励んだり、モモタロスたちから特訓を受けたりすることによって、次第に戦闘技術が向上し、最終的にはイマジンに立ち向かえるようになった。
専用の武器を持たないため、パンチなどの格闘技を基本的な戦法とする。ただし、ゲッコーイマジン戦やニュートイマジン戦ではデンガッシャー ソードモードを使用している他、本来は強化変身用のアイテムであるデンカメンソードをプラットフォームの姿のままで武器として振るうこともできる。またモールイマジン戦では、ゼロノスから貸与されたゼロガッシャー サーベルモードを使用したことがある。
- 企画段階では設定されていなかったが、良太郎の「弱さ」を表現するために、東映プロデューサーの白倉伸一郎による提案で撮影直前に急遽造形された。そのため、スーツはアクション用が1体、マスクがアップ用・アクション用の2種類のみが制作された。当初は戦闘シーンが想定されていなかったためマスクはアップ用しか存在せず、第1話では視界の悪いアップ用のマスクでアクションを行っている。
- 通常ならば多くの会議を積み重ねてデザインが決定されるところ、そうした行程を経ずに誕生した稀有なキャラクターだが、結果的に物語中で非常に重要な役割を幾度も演じることとなった。

ソードフォーム
モモタロスのオーラをフリーエネルギーに変換して変身する派生形態。オーラアーマーの色は赤。電仮面は頭部後方から桃型のレリーフが顔のデンレールを伝わって眼前に収まり、中央から割れた状態で固定され、葉の部分はチークガードのように移動する。
常に正面から敵に挑み、肉体を駆使した力任せに圧倒する小細工無用で無手勝流の戦闘スタイルが特徴で、デンガッシャー・ソードモードを使用する連続して叩き斬るような剣術戦を得意とする。しかし空中から襲ってくる敵は苦手で、モモタロスが泳げないため水中戦も不可能。
複眼部のペルシアスキャンアイとアンテナ部のペルシアアンテナの模様は桃形となっている。上半身のアーマー、ビブレストプレートは桃太郎の裃のイメージで、爪先は新幹線N700系電車をモチーフにしている。額の金色の部分には、桃太郎・キジ・サル・イヌを象った模様が刻まれている。
- 胸のヒンジは当初のデザインにはなく、玩具のギミック上で必ず存在することから描き加えられた。

ロッドフォーム
ウラタロスのオーラをフリーエネルギーに変換して変身する派生形態。オーラアーマーの色は青。電仮面は海亀のようなレリーフが頭頂からデンレールを伝って眼前で固定され、ヒレが逆転して角状のアンテナ、ストレイダーに変化。甲羅部分が複眼、ヘキサゴンスキャンアイとなる。オーラアーマーは背中にソードフォームの肩と胸パーツ、その裏に収納されていた胸部アーマーケロンが左右に展開され、肩横にソードフォームの背中パーツが来てショルダーガードになる。
電王の4フォームの中では最も戦闘技術が高く、デンガッシャー・ロッドモードのリーチの長さを活かした中距離からの槍術戦を得意とし、釣竿のように使って敵を捕獲したこともある。口元のエレギュレーターによって水を電気分解して酸素を得られるため、水中での活動時間は無制限。さらに酸素と同時に生成される水素を両肩から上腕部のハイドロジェットで燃焼させて推進力を生み、100ノットという高速で泳ぐ。さらにデンライナーイスルギから分離する飛行艇、レドームに騎乗しての空中戦もこなす。ただしウラタロスは敵を倒すことへの執着心が薄いため、とどめを刺さず他のフォームに交替することが多い。
- 4フォーム中で最も「仮面ライダーらしい形」にデザインされている。アーマーはアックスフォーム用に造形された段差を活かして、亀甲状の柄を作り上げている。初期稿ではマスク自体が6角のゴーグル状であったが、眼のみを残すものとなった。

アックスフォーム
キンタロスのオーラをフリーエネルギーに変換して変身する派生形態。オーラアーマーの色は金色。電仮面は斧型のレリーフがデンレールを伝い眼前に固定される。斧の外側が左右に展開して形作られる眼の部分、ランバススキャンアイは「金」の字を象っている。オーラアーマーは胸にロッドフォームの肩パーツ、背中にソードフォームの胸が来ている。
4フォーム中最も腕力などの上半身のパワー、防御力に優れており、同じパワータイプの敵との戦いを得意とする。高い防御力を活かして敵の攻撃を受け止め、真っ向から力押しで圧倒する戦闘スタイルが特徴であり、本条との契約中に空手と間違えて会得した相撲の張り手や突っ張り、デンガッシャー・アックスモードを使用して戦う。キンタロスはあまり好戦的ではないが、「泣ける」という言葉に反応すると他のイマジンを押しのけてアックスフォームに変身し、その登場時にはなぜかしばしば紙吹雪が舞う。
頭頂部には斧状のマサカリーダーがあり、空気の振動波を電気信号に変換して40Hzから10万Hzの超音波の音まで聴き取るほか、頭突きで敵に突き立てることも可能である。ボディは金太郎の腹掛けをモチーフとしており、初期案では赤い色が想定されていた。胸部装甲、グラデュアリーブレストの段差は山と谷と崖をイメージしており、RVのようにロールバーが付くなど、アウトドア風に仕上げられている。また両肩にある赤い円は、金太郎人形の頭頂部のハゲを意識している。背部と胸部のスリットは、パワー解放時に排気することをイメージしたもの。

ガンフォーム
リュウタロスのオーラをフリーエネルギーに変換して変身する派生形態。オーラアーマーの色は紫。電仮面は龍の顔で、胸部装甲、ワーシップレートはソードフォームの胸パーツが上部に展開した形となる。
4フォーム中、総合的なスペックは最も高く、ダンスの動きを取り入れた軽やかなステップを踏みつつ戦う。デンガッシャー・ガンモードを使用する銃撃戦を得意とするが、乱射を好むので命中率は低く、周囲に被害を及ぼすこともある。デンライナーイカヅチ搭乗時は、コックピットからの射撃に連動させて、イカヅチ頭部からの破壊光線を放つ。
リュウタロスは著しく憑依能力が高いため、良太郎の意思を無視して勝手に変身することが多かった。オウルイマジン戦では周囲の障害物を気にも留めずに銃弾を乱射し、またゼロノスが気に食わないという理由で交戦を仕掛けるなど、たびたび混乱を招いている。良太郎自身の意思でガンフォームに変身したのはテレビシリーズ31話と最終話のみと非常に少ない。
V字型の複眼であるヴィクトリースキャンアイの下端からは、左右に龍のヒゲのようなビュートレーダーが伸び、空気の振動を読み取る働きを担っている。両肩部ビブレストプレートの裏側には龍の爪につかまれたような半球状の宝玉ドラゴンジェムが飾られ、フリーエネルギーを集約して雷に変換する。胸部装甲ワーシップレートのタービン状の腹部の穴・ドラゴンストームは、黒雲を呼んで嵐を引き起こすという。
- ガンフォーム時のアクションについては、アクターの高岩成二の提案で、『あぶない刑事』の大下勇次を演じる柴田恭兵の動作を参考に演じられている。

ウイングフォーム
ジークのオーラをフリーエネルギーに変換して変身する特殊形態。金色のオーラスキンと白いオーラアーマーをまとう。胸部装甲、ビブレストプレートはソードフォームと同型だが、肩パーツは独自の形状をしている。電仮面は水色を基調にした羽根を拡げた白鳥のような形状で、首を折り畳むように変形して翼を象った形状となる。
他の4フォームと異なり、フォームチェンジ完了後は汽笛ではなく白鳥の鳴き声のような音が鳴る。『俺、誕生！』では、変身直後に一瞬だけ背中のオーラアーマーが展開した巨大な翼が出現した。
戦闘スタイルは華麗であり、無駄のない動きで敵の攻撃を回避して、反撃の隙を与えない俊敏さを活かした連撃で相手を仕留める。「おいしいところで現れ、華麗な戦いを見せる」のがジークの信条であり、『さらば電王』におけるイマジン軍団との乱戦には「なんたる混沌」と不満を述べていた。
初登場のスコーピオンイマジン戦では、契約者である赤ん坊からジークの記憶が抜け落ちてしまったため、短時間しか変身を維持できなかった。しかし良太郎の機転で消滅を免れると、以後はたびたび良太郎たちの救援に現れるようになった。なお、『俺、誕生！』のポスターではガオウと戦う姿が描かれているが、実際は戦闘は行わずに背後から不意打ちを食らってダウンしてしまった。
- テレビシリーズのオープニング映像で舞い落ちている羽根が着想元。額の金色の部分の模様も羽根で、さらに複眼部のウイングスキャンアイの模様まで羽根型になっている。
- 上から金色の塗料を塗っているが、生地が伸びず、塗料が割れることから本来は御法度とされていたが、映画のみに登場するキャラクターということで試すものとなった。ただし、パツパツに突っ張ってしまったことから余裕を持たせたベーススーツをもう一着作っている。
- それまでの平成仮面ライダーシリーズでは、劇場版に新フォームを登場させた後にテレビシリーズにも出すという流れとなっていたが、そのやり方を長く続けてきたために定番化し、もはや訴求力がなくなっていた。そこでウイングフォームはテレビに少しだけ登場し、本格的な活躍は劇場版に持ち越しという、新しいやり方での「映画ならではのお楽しみ」を提供する形となった。

クライマックスフォーム
ケータロスによってモモタロスたち4体のイマジンのオーラを一挙にフリーエネルギーに変換して変身する、電王の最強形態。劇中では「てんこ盛り」と呼称される。決め台詞は特にないが、『クライマックス刑事』で「俺たち、参上！」と言った。基本的にプラットフォームまたはソードフォームから変身するが、設定上どのフォームからでも変身可能。実際にテレビシリーズ第44話や『クライマックス刑事』ではガンフォームから、『さらば電王』ではM良太郎から直接、『レッツゴー仮面ライダー』ではモモタロスが単独変身したソードフォームから変身している。
黒いオーラスキンには銀色のデンレールが走っており、胸部の赤いオーラアーマー、ターンブレストには転車台がある。ロッドフォームの電仮面が右肩、アックスフォームが左肩、ガンフォームが胸部に配され、頭部の電仮面はソードフォームから桃の皮が剥けるようなイメージで変形する。
各フォームの長所を併せ持ち、4フォーム全てのデンガッシャーと必殺技を使用できるが、基本人格がモモタロスであるため、使用するのはほとんどソードモードである。また使用する技に応じて全身のデンレールを経由し、ソード以外の電仮面を移動させ、電仮面を左腕に集中させたパンチモードと右脚に集中させたキックモードとなる。電仮面にはそれぞれのイマジンの意思が宿っており、戦いが終わると体の各部位が勝手に動き出そうとすることも多い。
良太郎はこのフォームを気に入っているが、イマジンらの方は一緒くたにされて窮屈なため当初は積極的に変身することを嫌っていた。また彼らの心が一つにならなければ変身できないため、ナオミの力を借りたり気持ちが一致するまでケンカを続けたりと苦労が絶えなかったが、戦いを重ねることで彼らの仲間意識が育まれていき、スムーズに変身できるようになった。
『さらば電王』で仮面ライダー幽汽 ハイジャックフォームによる攻撃を受けて変身解除されるまでは無敗を誇っていた。

ライナーフォーム
過去において良太郎に憑依して戦えなくなったモモタロスたちが生み出したデンカメンソードを使用し、変換強化された良太郎のオーラをフリーエネルギーに変換して変身する、電王の最終形態。身体能力こそ優れているが、人格は良太郎のままであり、実際の戦闘にはそれほど長けていない。そのためデンカメンソードを通じてモモタロスたちの助言を受けたり、彼らの力を召喚し身に宿すなどして戦う。
ゴテゴテとした装飾のクライマックスフォームに比べ、ライナーフォームのデザインはシンプルである。オーラスキンとオーラアーマーは赤・黒・白に彩られている。電仮面はデンライナーゴウカを模しており、複眼部のゴウカスキャンアイの模様はレールと枕木をモチーフとしている。頭部にはパンタグラフを模したアンテナ、デンギャザーがあり、胸部装甲、ライナーブレストの造形はキングライナーを模している。クライマックスフォーム同様、ベルトにはケータロスが装着されている。
ライナーフォームの戦闘時、モモタロスたちは基本的にデンライナー食堂車内に特設した4つのブースがある大型回転椅子で待機し、そこからデンカメンソードを介して良太郎と会話してサポートを行う。ただし会話やサポートを行えるのは、それぞれの座席がデンライナーの進行方向に面しているときだけであるため、権利の奪い合いもたびたび起こる。
デンカメンソードのターンテーブルを回転させ、出現した金色のレール上を滑るように移動しながら後方より出現するオーラライナーと共に突撃する数々の必殺技を持ち、これらは良太郎によって電車斬りと総称される。ソードの各デンカメンモードに連動してモモタロスらの椅子も回転するため、使用後はモモタロスらが酔うこともある。デンカメンソードと椅子の連動は一方通行で、いくらイマジンが椅子を回してもデンカメンモードには反映されず、デンカメンモードの選択権はあくまで電王が持っている。
プラットフォームから強化変身するのが基本だが、第46話、第47話では良太郎がケータロスをセット済みのデンオウベルトを装着し、デンカメンソードにライダーパスを装填することで直接変身した。また『さらば電王』ではデンカメンソードを介さず、ケータロスをセット済みのデンオウベルトにライダーパスをセタッチすることで変身している。
良太郎が時間の歪みの影響で少年の姿になってからはこの形態に変身していないが、『仮面ライダーウィザード』最終話ではアマダムが奪ったライダーたちの力を取り戻した際にソードフォームからモモタロスの人格のままで変身した。『劇場版 仮面ライダージオウ Over Quartzer』では、ソードフォームからケータロスを使ってクライマックスフォームと同様のプロセスで変身した。

仮面ライダーミニ電王
モモタロスが少年時代の良太郎に憑依して変身した特殊形態。詳細は劇場版 仮面ライダー電王 俺、誕生!#仮面ライダーミニ電王を参照。

超クライマックスフォーム
モモタロスたちにジークを加えた5体のイマジンのオーラを一挙にフリーエネルギーに変換して変身するクライマックスフォームの強化形態。詳細は劇場版 超・仮面ライダー電王&ディケイド NEOジェネレーションズ 鬼ヶ島の戦艦#仮面ライダー電王 超クライマックスフォームを参照。

仮面ライダープリティ電王
モモタロスが少女のアンナに憑依して変身した電王の新フォーム。詳細は仮面ライダー電王 プリティ電王とうじょう!#仮面ライダープリティ電王を参照。

スペック
| 名称                   | 身長   | 体重   | パンチ力 | キック力 | ジャンプ力 （ひと跳び） | 走力 （100 m） | 初登場                |
| ---------------------- | ------ | ------ | -------- | -------- | ----------------------- | -------------- | --------------------- |
| プラットフォーム       | 180 cm | 80 kg  | 1 t      | 3 t      | 10 m                    | 10秒           | 第1話                 |
| ソードフォーム         | 190 cm | 87 kg  | 5 t      | 7 t      | 35 m                    | 5.2秒          | 第1話                 |
| ロッドフォーム         | 187 cm | 102 kg | 4.5 t    | 9 t      | 20 m                    | 9秒            | 第6話                 |
| アックスフォーム       | 185 cm | 93 kg  | 8 t      | 5 t      | 30 m                    | 7秒            | 第10話                |
| ガンフォーム           | 197 cm | 98 kg  | 6 t      | 10 t     | 42 m                    | 4秒            | 第13話                |
| ウイングフォーム       | 193 cm | 90 kg  | 4 t      | 8 t      | 50 m                    | 3.8秒          | - 俺、誕生！ - 第24話 |
| クライマックスフォーム | 190 cm | 119 kg | 8 t      | 10 t     | 42 m                    | 4秒            | 第28話                |
| ライナーフォーム       | 195 cm | 94 kg  | 6 t      | 7 t      | 45 m                    | 3.5秒          | 第36話                |

### ツール（電王）
デンオウベルト
仮面ライダー電王の変身ベルト。特異点である人物がライダーパスを持つことで、その人物のチャクラのフリーエネルギーを吸収、オーラを変化させることによって、プラットフォームの姿を現出させるチャクラ解放オーラ変換ベルト。
バックル左側にある4色のフォームスイッチを起動してフォームを選択し、中央部のターミナルバックルにライダーパスをセタッチ (Set and Touch) することで、押したスイッチに対応した契約したイマジンの能力がフリーエネルギーに還元され、プラットフォームの身に貸与される。そしてターミナルバックルが輝きながら白色から各フォームの色に変化し、装着者を電王へと変身させる。変身と同時に、ベルトの両サイドにデンガッシャーの各パーツがセットされたホルダーが装着される。
変身後にパスをターミナルバックルにセタッチすることで、「Full Charge」の電子音声と共にフリーエネルギーをフルチャージして必殺技を発動する。
また、ベルトを外すことで自動的に変身解除される。
番外編ではあるが、後の『仮面ライダーディケイド』のネットムービーにおいてのみ、変身に失敗すると「Error」と発声している。
- 前作『仮面ライダーカブト』の変身アイテムが、レバーやダイヤルを操作する「手遊び」のギミックを盛り込んだ物だったため、対照的にデンオウベルトはつるりとしたデザインになっている。イメージソースはSuicaによる自動改札である。パスタッチ改札と駅のホームの発車メロディを融合させたもの。初めて本格的に変身サウンドにメロディを取り入れたものとなっている。
- バックルのマークは本来シングルアームのパンタグラフを模しているが、形がアルファベットの「T」に見えるため前述のネットムービーにおいて「Train」「Tokei」「電車の分岐点をイメージしている」などの説が浮上した。

デンオウベルトウイングモード
他のフォームと異なり色が黒く、フォームスイッチが存在しない。そのため、スイッチを押さずに変身する。中央の翼のレリーフウイングバックルは翼を広げた鳥のような形状をしており、ショッカー首領のシンボルマークを着想元としている。また変身待機音はハープの演奏のような優雅な物である。
- 玩具はバックルの換装によって仮面ライダーガオウのガオウベルトに変化させることも可能。前年の『劇場版 仮面ライダーカブト GOD SPEED LOVE』に登場した、パーツ換装で複数の仮面ライダーに変身できるアイテム「カブティックゼクター」が好評だったため、そのコンセプトを継承している。

ライダーパス
電王への変身やデンライナーの呼び出しなどに使用するパスケース型特殊ツール。劇中では単に「パス」とだけ呼称される。時刻がぞろ目になる瞬間に任意のドアに触れることでデンライナーの走る異空間へ繋がる扉が開かれる。パスやチケット自体は単なる乗車券として複数流通しており、時を越えるために利用する一般人もいる。また、ゼロライナーとも互換性がある。
リュウタロスを除く良太郎に憑依しているイマジンたちがデンライナーに乗車できるのは、良太郎が所有するライダーパスの共有をオーナーから認められているためである。そのため契約して実体化した場合や良太郎がパスの共有を拒否した場合はそのイマジンは不正乗車となってオーナーから乗車拒否の宣告を下され、時の狭間を永遠に彷徨うことになる。
前述の通りベルトのターミナルバックルにセタッチすることでフリーエネルギーをフルチャージして各フォームの必殺技を発動するが、セタッチ後はパスを放り投げることが多い。この放り投げたパスを探すシーンは『EPISODE YELLOW』で初めて描かれたが、パスを海東大樹に奪われ、さらにデンライナーまで盗まれるという事態を招いてしまった。そのためアックスフォームに変身した際はフルチャージ後にパスを放り投げずに腰にしまっている。
- 役者用とライダー用の大小2種類のプロップが作られ、役者用は玩具と同様のサイズのもので、ライダー用はグローブをはめた手でかざした際に相対的にパスが小さく見えないように1.2倍のサイズに拡大されたものが使用されている。

ライダーチケット
ライダーパスと共に使用されるチケット型特殊アイテム。ブランクのチケットを契約者の頭にかざすとイマジンの画像と年月日が表示され、飛んだ時代を特定する。ライダーパスにチケットを入れ、デンライナーゴウカに格納されているマシンデンバードにセットすることで、デンライナーを操縦してイマジンの飛んだ過去へ移動できる。この時に車両の先頭部分にチケットに表示された行き先の年月日が表示される。
あり得ない日付が記されたチケットや日付の入っていないチケットをセットされると時の列車は暴走してしまう。片道のチケットは役目を終えると消滅する。
- パス同様、エピソードに応じて大小2種類のサイズが作られた。

デンガッシャー
電王が携行しているオーラアーマーの一種・デンメタル製の列車型ツールの標準携行武器。通常は一番：ソードパーツ・二番：ガンパーツ・三番：アックスパーツ・四番：ロッドパーツの4つのパーツに分離してベルト両サイドのホルダーにセットされている。「刀は左に提げ、銃は右に差す」という慣例に従い、左腰に二番と三番、右腰に一番と四番が装備される。
状況に応じてパーツを連結させ、各フォームに対応する5つの形態を使い分ける。4つのパーツは近づけるとフリーエネルギーによって自動連結する。オーラアーマーと同様にフォームチェンジに伴い自動的に連結する場合もある。
- 構想段階では6パーツの組み合わせで6形態に変形する仕様で、ピッケルモードやクローモードが存在していたが、変形が多すぎて子どもが持て余すだろうという理由から4パーツ構成に減らされた。
- 初期デザインでは、白・青・黄を配した新幹線風カラーだったが、「スーパー戦隊シリーズの武器に見える」という指摘と、白いデンライナーの玩具と混同されるのを避けるため、黒を基調とした渋い配色に改められた。

ソードモード
ソードフォーム専用の剣形態。一番・三番・四番の順にパーツを直列に連結し、三と四をまたぐ形で二番を横に装着して完成する。
パーツ一番から伸びる赤いオーラソードは連結前よりも長大化しており、厚さ30センチメートルの鉄塊を一撃で寸断できる。三番のオーラアックスはオーラソードとつながって長い刃となっており、敵の攻撃を受け止める際に用いられ、そのときに生じる衝撃は二番によって緩和される。グリップである四番は伸長しており、両手持ちでも扱いやすい。
必殺技発動時にはフリーエネルギーをフルチャージしたオーラソードを本体から切り離し、遠隔操作できる。また、オーラソードをゼロガッシャーやリュウボルバーから射出したこともあった。
『仮面ライダーディケイド』のテレビシリーズ15話ではアリゲーターイマジンが奪い取って使用したほか、電王からファイナルフォームライドしたモモタロスがモモタロスォードとの二刀流を披露した。
ロッドモード
ロッドフォーム専用の槍型形態。釣竿としても使用可能。一番・二番・三番・四番の順にパーツを直列に連結して完成する。
全体が約2メートル伸長しており、通常はそのリーチの長さを活かして槍のように振るい、先端の刃ロッドヘッドで敵を突き刺す。パーツ三番の大きな刃は、敵の攻撃を受け止める際に活用される。また、持ち手にあるデンリールを回転させることでオーラの糸オーララインを伸ばし、巨大な鯨をも吊り上げて捕縛できる。
必殺技発動時にはフリーエネルギーをフルチャージし、亀甲状の網オーラキャストに変化させることも可能。
『EPISODE YELLOW』ではウラタロスがロッドフォームに変身せずに使用した。
アックスモード
アックスフォーム専用の戦斧形態。一番・二番・四番の順にパーツを直列に連結し、一番の横に装着した三番から斧を引き出して完成する。
パーツ三番のオーラアックスは連結前よりも巨大化しており、厚さ35センチメートルの鉄塊を叩き割る威力がある。それだけに攻撃時には大きな衝撃が生じるが、峰の部分となった一番が緩衝する役割を果たす。
ガンモード
ガンフォーム専用の銃形態。二番と三番を直列に連結して銃身とし、二番の下に一番を取り付け、四番を斜めに装着してグリップとすることで完成する。
パーツ三番に充填したフリーエネルギーを銃弾に変換し、二番の二連式の銃口から連射する。その際に生じる衝撃は、フレームとなった一番によって緩和される。
『クライマックス刑事』ではオーナーも使用して、催眠の効果がある旗を発射し、デンライナー署で暴動を起こす人たちやそれを止めようとしたモモタロスたちを眠らせた。
ブーメランモード&ハンドアックスモード
ウイングフォーム専用のブーメラン&手斧形態。一番と四番を斜めに連結した刃・オーラブーメランが伸びたブーメランモードは右手に持ち、投げ付けるだけでなく小型の剣としても威力を発揮する。二番と三番を連結したハンドアックスモードは左手に持ち、接近戦での攻防両面に活用されるほか、投擲することも可能である。
両モードを同時に駆使することで、敵に反撃の隙を与えない連続攻撃を繰り出せる。変則的な連結パターンによる二刀流を活用できるのは、高度な戦闘技術を身につけているジークならではといえる。
- 当初はこの形態の予定はなく、二両ずつで二刀流となる形態を提案したことでこの形に落ち着いた。プロップは刃の飛び出すギミックが内蔵されたものもあるが、軽量のアクション用が専ら使用された。

ケータロス
クライマックスフォームへの変身やデンカメンソードの呼び出しに使用する赤い携帯電話型ツール。契約したイマジンがどこにいようと会話できる。
『俺、誕生！』における牙王との戦闘で、ウラタロス、キンタロス、リュウタロスが別々の時間の良太郎に取り憑いて電王に変身するという無理をしたことが原因で一時的に消滅した際、オーナーの助言を聞いた良太郎が「ずっとみんなと繋がっていられたら」というイメージが具現化し、残った彼らの砂から出現した。
3（モモ）・6（ウラ）・9（キン）・#（リュウ）・コールボタンの順にキーを押した後、右横のフォームスイッチを押すと、本体下部からレールが伸びて電王の姿が変化する。そしてケータロスをデンオウベルトに装着すると、モモタロスたち4イマジンの能力・戦力がフリーエネルギーに還元され、クライマックスフォームへと変身する。
中央のチャージアンドアップスイッチを押してライダーパスをセタッチすることで、フリーエネルギーをフルチャージして必殺技を発動する。
『さらば電王』ではクライマックスフォーム・ライナーフォーム共にケータロスが装着されたデンオウベルトにライダーパスをセタッチして変身した。
普段は良太郎が所持しているが、『レッツゴー仮面ライダー』、『仮面ライダージオウ』ではモモタロスが所持していた。

デンカメンソード
ライナーフォームへの変身にも使用する剣型の武器。未知の未来への分岐点の影響によって2007年以前の過去の時間で良太郎にイマジンが憑依できなくなったため、ウラタロスとオーナーの提案によって、リュウタロスがスケッチブックにデザインしたイラストを基にモモタロスたちのイマジンのオーラが具象化させて出現した。プラットフォームがケータロスのコールボタンを押さずにデンオウベルトに装着すると、ケータロスから伸びた光のレールに乗ってデンカメンソードが届く。そして峰部分のパススロットルにライダーパスを装填すると、良太郎のオーラが変換強化された時空の彼方から呼んだオーラライナーが体を通り抜け、ライナーフォームへの変身が完了する。
モモタロスら4体のイマジンのオーラエネルギーを意思を持つ電仮面に変換し、グリップのターンテーブル上に円陣を組むことで形成されている。本体の重量を活かし、鋭利な刀身で敵を斬り裂く。ターンテーブルは盾としても使用可能で、レオイマジンのモーニングスターを弾き返している。柄にある吊革状のデルタレバーを軽く引いてターンテーブルを90度回転させることで、モモタロスたちが待機する食堂車内の回転椅子も連動して回転し、刀身側に位置する電仮面に対応するモモソード・ウラロッド・キンアックス・リュウガンの4つのモードの選択が可能。このモード選択によって対応するイマジンとの会話や能力・特性を持つ必殺技の使用が可能。また選択したイマジンの戦闘技術をある程度トレースでき、リュウガン時には軽快なステップ、キンアックス時にはノーガードによるゴリ押し戦法を取った。ただし標準モードにあたるモモソードでは通常の良太郎の動きのままである。リュウガンモードでは、フリーエネルギーを光弾化させて発射可能。テーブルを数回転させた場合はフルスロットルブレイクをモモソードの状態で発動可能。
- ギミックは劇中で投げ捨てられてしまうライダーパスの収納先として考案された。デルタレバーのモチーフは当時の中央線の新型電車（JR東日本E233系電車）の吊革である。刀身ではなく鍔元に電仮面が集中しているのは、『仮面ライダーカブト』の「パーフェクトゼクター」との差別化のため。

### 必殺技（電王）
エクストリームスラッシュ（ソード）
フルチャージによって強化されたデンガッシャー・ソードモードで敵を一刀両断する。モモタロスは一貫して俺の必殺技と呼称しており、斬り方などの違いで技の名前や太刀筋に以下のような差異が見られる。なお、パート4はモモタロスが4を数えられないので存在しない。
パート2
デンガッシャー本体から分離させたオーラソードを柄で遠隔操作して敵にダメージを与え、フルチャージして縦に斬り裂く。
パート2ダッシュ
オーラソードを分離させ、相手を横に斬り払う。良太郎いわく「（パート2と）同じじゃん」。
パート3
左右連続で敵を袈裟懸けに切り、最後に縦に斬り裂く。
パート3と見せかけてストレートど真ん中
オーラソードを分離させ、海中にいる敵を釣り上げた後、オーラソードを本体に戻し、跳び上がって敵を両断する。
パート5
分離させたオーラソードで、相手を左右から斬りつけ、最後に縦一文字に相手を斬る。順番通りなら本来は4なのだが、モモタロスの数える際の癖で飛ばしてしまっており、良太郎からは「3の次は4だよ」とツッコミを入れられていた。
俺の必殺技パート1
『俺、誕生！』にて使用。刀身を分離させずに突進。すれ違いざまの横一閃で切り裂く。モモタロス曰く「幻の技」。
俺の必殺技・特別編
『俺、誕生！』にて使用。フルチャージを2回行い、分離させた刀身を地面に潜りこませて敵を油断させたところで、地中から引っ張り上げて切り裂く。
俺の必殺技ファイナルバージョン
デスイマジンとの最終決戦で使用。ソードフォーム、仲間のイマジンたち（キン、ウラ、リュウ、ジークの順）とゼロノス ベガフォームが次々に刀身をパスしてフリーエネルギーをチャージし、最後に電王が6回連続斬りを放つ。

必殺、俺の必殺技（ソード）
『ディケイド』で使用。デンガッシャー・ソードモードの剣先をミサイルのように撃ち出して、何度も敵を斬りつける。

俺の超必殺技（ソード）
『超・電王&ディケイド』で使用。フルチャージしたフリーエネルギーで強化した両足で連続回し蹴りを決めたのち、飛び回し蹴りで止めを刺す。

俺の必殺技 令和バージョン（ソード）
『プリティ電王とうじょう!』で使用。

ソリッドアタック（ロッド）
フルチャージによって強化されたデンガッシャー・ロッドモードを敵に投げ槍の要領で投擲して突き刺し、オーラキャストという網に変化させて拘束する。
『さらば電王』では、左右から迫るイマジン軍団の片方にソリッドアタックを放ってそのまま撃破し、もう片方にはデンライダーキックを見舞うという変則的な戦法で勝利した。

デンライダーキック（ロッド）
ソリッドアタックによって動きを封じた敵に跳び蹴りを叩き込む。破壊力は20トン。
戦況に応じたバリエーションが存在し、第48話では空中から飛び掛ってきたモールイマジンをソリッドアタックで拘束後、回し蹴りを放って倒した。

ダイナミックチョップ（アックス）
フルチャージによって強化されたデンガッシャー・アックスモードを空中に放り投げ、ハイジャンプして掴み取ってから敵を兜割りで両断する。
技名を使用後に言うことが特徴だが、『さらば電王』と『EPISODE YELLOW』では使用前に言っている。
ダイナミックチョップ・改（アックス）
デンガッシャー・アックスモードを持ったまま地上で回転し、遠心力で威力を増した後、周囲にいる多数の相手を切り裂く。

ワイルドショット（ガン）
フルチャージによって強化されたデンガッシャー・ガンモードと両肩のドラゴンジェムと胸部の合計4門の砲塔からフリーエネルギーが変換・融合された紫色の雷を発射する。

ロイヤルスマッシュ（ウイング）
フルチャージによって強化されたデンガッシャー・ブーメランモードとハンドアックスモードをそれぞれ時間差で投げ付け、戻って来たブーメランモードを取ると同時にハンドアックスモードのオーラアックスで斬り付ける。
『さらば電王』では敵が大量にいたため、両手のデンガッシャーを同時に投げつける変則バージョンで一気に撃破する戦法を取った。

ボイスターズキック（クライマックス）
キックモードの状態で跳び蹴りを叩き込み、展開したロッドフォームの電仮面の角ストレイダーを突き刺して、イマジン4体分のオーラエネルギーを敵に蹴り込む。破壊力は30トン。
『クライマックス刑事』における仮面ライダーキバとの連携攻撃では、電仮面が移動せず左足で繰り出した。

ボイスターズパンチ（クライマックス）
パンチモードの状態でパンチを叩き込み、展開したアックスフォームの電仮面の刃マサカリーダーを突き刺してイマジン4体分のオーラエネルギーを敵に叩き込む。破壊力は30トン。

ボイスターズシャウト（クライマックス）
胸部のガンフォームの電仮面を展開させ、内部のドラゴンジェムからミサイル弾を多数発射する。

ボイスターズスラッシュ（クライマックス）
デンガッシャー・ソードモードで敵を突き刺し、フルチャージしてからオーラソードを分離して2回横切りにし、最後に上から切り裂く。このとき刀身が虹色に輝く。モモタロスは「俺の必殺技 クライマックスバージョン」と称している。
ボイスターズスラッシュ（改）（クライマックス）
デンガッシャー・ソードモードにイマジン4体分のオーラエネルギーを充填し、オーラソードを分離させずに相手に斬り込む。
「俺たちの必殺技 クライマックスバージョン」と呼ばれる。『EPISODE YELLOW』では「俺たちの正面突破」と呼称した。

デンカメンスラッシュ（ライナー）
デンライナーゴウカを模したオーラライナーと共に突撃し、デンカメンソード（モモソード）の刀身から伸びるオーラエネルギーの刃で敵を一刀両断する。
良太郎は初使用時に電車斬り（でんしゃぎり）と命名したが、周囲からは「センスが無い」と不評だった。しかし良太郎自身は気に入ったらしく、以下フルスロットルブレイクに至るまで、ライナーフォームの必殺技はすべて「電車斬り」と呼んでいる。

デンカメンアタック（ライナー）
デンライナーイスルギを模したオーラライナーと共に突撃し、刀身にオーラエネルギーを纏ったデンカメンソード（ウラロッド）で敵を刺し貫く。

デンカメンチョップ（ライナー）
劇中未使用。

デンカメンショット（ライナー）
デンライナーイカヅチを模したオーラライナーと共に突撃し、刀身にオーラエネルギーを纏ったデンカメンソード（リュウガン）を投げて敵を貫く。

フルスロットルブレイク（ライナー）
ゴウカ・イスルギ・レッコウ・イカヅチを模した4つのオーラライナーと共に突撃する最強技。
ただしこの技を使用するためにはデンカメンソードのターンテーブルを素早く360度回転させるため、それに連動している回転椅子も高速で回転し、イマジンたちが目を回してしまうという欠点がある。

電王 ソードフォームや仮面ライダーNEW電王との連携技（ライナー）
『さらば電王』で使用。フリーエネルギーをフルチャージしたデンガッシャー ソードモードで強力な斬撃を繰り出す。

『バトルDVD』使用必殺技
全てライナーフォームで使用。
ストレッチパンチ&キック
ウラタロスから教わった技。手を回しながらの連続パンチと足伸びでのキックを叩き込む。
プッシュキック
キンタロスから教わった技。進むごとにキックを連続で叩き込む。
ロールパンチ
リュウタロスから教わった技。
ブンブンスクリュー
モモタロスから教わった技。腕をブンブンと回し、横回転で体当たりする。
電車突進（）
「フルスロットルブレイク」に酷似しているが、回転椅子に座るイマジンたちも走っている。

### 専用ビークル（電王）
マシンデンバードは、時の列車デンライナーの運転を司る独立連動システムバイク型コントローラー。普段はデンライナーゴウカ1号車に格納されている。コンソール中央のキーボックスにライダーパスを差し込むことで起動し、コンソール右の赤い運転切り替えスイッチを押すことでデンライナーを操縦できるようになる。マシンデンバードの動きはそのままデンライナーに反映されるため、バイクの運転方法さえ身につけていれば複雑な運転システムを習得する必要はなく、感覚的にデンライナーを操れる。
また、非常時には、コンソール左にある緑の格納・分離スイッチを押すことで、マシンデンバードをデンライナーから射出したり、運転システムに戻したりすることができる。分離時のマシンデンバードは電王の専用バイクとして運用される。リアのパンタグラフ型集電装置・デンギャザーとデンメタルの間で過電流を発生させ、磁界を生成し、その電気が駆動システム、アラゴドライブエンジンの働きで磁界を生むことで駆動力を得ている。通常は折りたたまれているデンギャザーを立てることで高速走行モードに移行し、最高時速は1,010キロメートルに達する。
前輪両脇からフリーエネルギーを内蔵した衝撃集中爆弾を放つフロントミサイルを武装とするが、劇中未使用である。
- ベース車両はホンダ・XR250[108]。デザインモチーフは新幹線500系電車[3]。フロントミサイルのパーツは新幹線用の密着連結器をモチーフにしている[3]。

## 仮面ライダーゼロノス
2007年の桜井侑斗（以下、桜井）に時の運行を守る使命を託された1993年の桜井侑斗（以下、侑斗）が、ゼロノスベルトとゼロノスカードを使用して変身する仮面ライダー。相棒のイマジン・デネブとともに、悪のイマジンたちに立ち向かう。
「2007年の桜井」および「1993年の侑斗」に関する人々の記憶を消費して稼動するシステムであるため、その変身回数は限られており、やがて「2007年に現れた侑斗」に関する記憶までをも消費して戦うことになった。
- 公式HPなどでは「各フォームのアルファベット表記の頭文字+ゼロノス」（ベガフォーム＝Vゼロノス）で区別される。
- 初期段階では日本の民話を元にした電王に対して西洋の昔話に出てくる「王子様」をモチーフにする構想だったが、おとぎ話の主眼はお姫様に据えられており、王子は没個性的な存在であることが多かったため、キャラクター化は頓挫した[5]。そこで西洋モチーフを諦めた代わりに浮上したのが、「牛若丸と弁慶」だった[110]。良太郎役の佐藤健が俳優陣の中で（コハナ登場前は）最年少だったため、彼と同年代の共演者として、牛若丸の軽やかなイメージが求められたのである[110]。
- なお、ゼロノスのフォーム名であるアルタイルとベガにデネブを加えると夏の大三角を形成する星々となるが、実はこれは後付けで選定されたものであり、変身ベルトのギミックの都合で各フォームの頭文字が「A」と「V」になることが先に決まっていた[110]。

### フォーム（ゼロノス）
プラットフォーム
侑斗自身の力で電仮面を起動できるゼロノスにとって、プラットフォームは変身中の待機形態でしかなく、この姿のまま戦うことはない。
- 「電王より強い」というイメージを表すため、顔面に走るゼロレールは2本となっている。

アルタイルフォーム
侑斗（または桜井）の身に纏うオーラをフリーエネルギーに変換して変身するゼロノスの基本形態。ベガフォーム時にデネブが離れた場合もこのフォームになる。決め台詞は「最初に言っておく。俺はかーなーり、強い！」
オーラアーマーの色は緑。モチーフの「牛若丸」にちなんでコンバインした電仮面は牛の頭が2つ並んだ形状をしており、複眼部のブルズスキャンアイの模様も牛頭となっている。眉間のOシグナルは吊革のイメージ。ゼロノスベルトのバックル部には緑色の「A」の文字が浮かび上がっている。
電王 プラットフォームと同様にイマジンの力は使用しないが、侑斗自身のオーラが装甲に変換されており、侑斗の高い能力も相まって、イマジンと互角に渡り合う戦闘力を発揮する。身軽でジャンプ力を活かした戦闘を得意とし、侑斗が普段からデネブに対してプロレス技をかけていることもあってか、戦闘時にもプロレスのような立ち回りをする。また、デネブを呼び出して共に戦うことも可能。

ベガフォーム
デネブの能力をフリーエネルギーに還元して変身する重量級装甲戦士。フォームチェンジの際はゼロノスベルトに装填されているゼロノスカード（緑）を抜き取って裏返し、黄色の面を表にして再びアプセット（挿入）することで、実体化したデネブがフリーエネルギーに変換され、ゼロノスに追加装甲として装着される。変身完了時には、膨大なエネルギーにより周囲の地面が陥没する。決め台詞は「最初に言っておく。胸の顔は、飾りだ！」
電仮面はドリルのような形状から星形に展開した物となっており、ゼロノスベルトのバックル部には黄色の「V」の文字が浮かび上がっている。胸部装甲、デネブブレストの中央にあるデネブの顔はただの飾りで、視覚や聴覚は電仮面にて稼動している。背面のマントであるデネブローブを全身にまとえば、敵の攻撃を跳ね返す盾の役割やステルス機能によって姿を消す。また、両肩部にはデネブの五指が変化した大砲が装備されており、光弾、ゼロノスノヴァを発射する。
生真面目なデネブの意識が前面に出ているため、戦いぶりは正々堂々としている。アルタイルフォームよりもスピードは劣るものの、強化された打撃力、防御力を活かして、重量級のバトルを得意とする。
- 地下鉄→地下を掘り進む物という連想から出てきた「ドリル」というモチーフはゼロノスのイメージソースとなっており、ベガフォームの電仮面のほか、変身ベルトの回転ギミックの基になっている。

ゼロフォーム
裏面が赤い新ゼロノスカードを使用して変身するゼロノスの最強形態。オーラアーマーは緑の補色である赤く錆びた色に変化している。外見は色の差異を除きアルタイルフォームとほぼ同一だが、専用武器としてデネブが変化したデネビックバスターを装備する。ゼロノスベルトのバックルの左端には赤色の「Z」の文字が浮かび上がっている。基本的に侑斗から直接変身するが、初登場時はアルタイルフォームから2段変身した。
戦闘能力はアルタイルフォームを凌いでおり、パワフルかつスピーディーに戦う。デネブと別行動をとっている時などはデネビックバスターが使用できないため、他のフォームと同様にゼロガッシャーを使用することもある。パワーに関してはデネブが直接身体に宿ったベガフォームに劣るが、テレビシリーズ第41話の能力紹介コーナーでは侑斗自身が最強フォームと紹介している。
デスイマジン戦で新ゼロノスカードが尽きたため、いったんゼロフォームへの変身は不可能となったが、その後カードが補充されており『さらば電王』で再登場した。このときは以前いがみあっていたリュウタロスの電王 ガンフォームと連携したり、牛若丸の伝説を彷彿させる橋の欄干を利用した戦法をとるなど、テレビシリーズでは見られなかった新しい戦い方を披露している。
- ゼロノスの強化フォームについては新規造形も検討されたが、労力に見合う成果につながらないと判断されたため、色の変化のみに留まった。ただし単に緑の部分を赤にしただけではなく、電仮面の牛の角部分が金色に変わっており、より仮面ライダーらしい顔つきになっている。

スペック
| 名称               | 身長   | 体重   | パンチ力 | キック力 | ジャンプ力 （ひと跳び） | 走力 （100 m） | 初登場 |
| ------------------ | ------ | ------ | -------- | -------- | ----------------------- | -------------- | ------ |
| アルタイルフォーム | 192 cm | 89 kg  | 5 t      | 7 t      | 35 m                    | 5秒            | 第20話 |
| ベガフォーム       | 199 cm | 123 kg | 7 t      | 10 t     | 25 m                    | 9.7秒          | 第20話 |
| ゼロフォーム       | 192 cm | 89 kg  | 7 t      | 9 t      | 42 m                    | 4秒            | 第40話 |

### ツール（ゼロノス）
ゼロノスベルト
ゼロノスの変身ベルト。ゼロノスカードを持つ装着者のチャクラを利用して実体化する。チャクラからフリーエネルギーを吸収してオーラを変化させることでアルタイルフォームの姿を現出させる。バックル部・クロスディスクにゼロノスカードをアプセット（挿入）することで、フォームことに異なる電子音声（アルタイル・ベガフォームはそれぞれのフォーム名、ゼロフォームは「Charge And Up」）と共にゼロノスへと変身する。変身と同時にベルトの両サイドにゼロガッシャーの各パーツをセットするホルダーとゼロノスカードを収納するケースが装着される。カードを抜き取りベルトを外すことで自動的に変身解除される。
バックル左上のスイッチを押すことで「Full Charge」の電子音声と共にフリーエネルギーをゼロノスカードにフルチャージし、そのカードをゼロガッシャーやデネビックバスターのスロットに装填することで必殺技を発動する。
バックル上部には左右にスライドするレバーがあり、ゼロノスカードを挿入する際は一度レバーを右側へスライドさせる（変身時に自動で左側へスライドする）。
- モチーフは自動改札機。アップ用は実際にバックルの回転ギミックが仕込まれている。

ゼロノスカード
特異点ではない侑斗をゼロノスへと変身させる力を持った切符型カード。カードに走る溝は面ごとに緑色（アルタイル）と黄色（ベガ）になっており、表にしてゼロノスベルトに挿入する面によってフォームを選択する。
1度の変身に際して1枚のカードが消費され、変身解除とともに蒸発するように消滅する。それとともに侑斗または桜井に関する人々の記憶が消えていくため、すべてのカードを使い切ることは桜井自身の消滅を意味する。
カードには記憶を保持する能力もあるため、外的要因で侑斗が消滅させられた場合でも、しばらく後に復活できる。
新ゼロノスカード
裏面が赤いゼロノスカードで、ゼロフォームへの変身に使用される。
このカードの使用に際しては「2007年に現れた侑斗」に関する記憶が消費され、使用後のカードは砕け散るように消滅する。

ゼロガッシャー
ゼロノスの標準携行武器。オーラアーマーの一種であるゼロメタルによって構成されている。通常はサーベルパーツとガンパーツの2つに分離してベルト両サイドのホルダーにセットされており、状況に応じて連結させることでサーベルモードとボウガンモードの2形態をとる。パーツは近づけるとフリーエネルギーによって自動で連結する。またガンパーツにはゼロノスカードを装填するガッシャースロットがある。
電王はフォームごとにデンガッシャーのモードを使い分けているが、ゼロノスはどのフォームでもゼロガッシャーの両モードを使いこなす。
- パンタグラフがモチーフで、デンガッシャーの「合体」に対して「変形」をコンセプトとしている。

サーベルモード
ガンパーツとサーベルパーツを水平に連結させた形態。サーベルパーツが変化した先端の刃オーラサーベルは、厚さ40センチメートルの鉄塊を一太刀で砕く。
第36話で電王 プラットフォームに貸し出したことがあった。またオクトイマジン戦では、敵の特殊能力に操られてゼロノス自身を攻撃し、窮地に追い込まれた。
ボウガンモード
ガンパーツの前後を入れ替え、サーベルパーツと垂直に連結した形態。サーベルパーツが展開したオーラボウガンは、先端から光の矢を発射する。

デネビックバスター
フリーエネルギーに変換されたデネブが合体結合したゼロフォーム専用の10連装マシンガン型武器。侑斗がゼロフォームに初変身した際、彼を守ろうとしたデネブが勢いに乗って変化したもので、デネブ自身も変化のメカニズムはよくわかっておらず、当初は元の姿に戻る方法すら把握していなかった。
デネブの指が変化した10門の砲門、ゴルドフィンガーから無数のフリーエネルギーの光弾を高速連射する。また、ゼロメタルで構成された銃身は非常に強固で、接近戦時には銃口付近（デネブで言えば裏拳にあたる部分）を叩き付けることもある。
グリップ上部のガッシャースロットに新ゼロノスカードを装填すると、スロットの前にあるデネブの顔の目からフリーエネルギーが充填され、必殺技を放つことが可能となる。
この形態でもデネブの意思は健在であり、エコーのかかった声で会話をすることもできる。ただしデネブが銃としての機能を操作することはできず、もっぱらゼロノスによって扱われる。
- 急遽デザインが求められたアイテムであるため、基本部分はゼロガッシャー、グリップ部分は『特捜戦隊デカレンジャー』の「ディーナックル」の造形を流用している。

### 必殺技（ゼロノス）
必殺技が命中するとアルタイルフォームでは緑色の「A」、ベガフォームでは黄色の「V」の文字が浮かび上がる。
スプレンデッドエンド（アルタイル・ベガ・ゼロ）
フルチャージしたゼロガッシャー・サーベルモードで敵を斬り裂く。フリーエネルギーの光刃・オーラサーベルを飛ばして遠距離攻撃も可能。
グランドストライク（アルタイル・ベガ）
フルチャージしたゼロガッシャー・ボウガンモードからフリーエネルギーの光矢を単発、または連続で発射する。
バスターノヴァ（ゼロ）
フルチャージしたデネビックバスターのゴルドフィンガー10門すべてから高出力エネルギーのビームを放つ。
強烈な反動が生じるため、撃ったゼロノス自身が後退することもある。

### 専用ビークル（ゼロノス）
マシンゼロホーンは、時の列車ゼロライナーの運転を司る独立連動システムバイク型コントローラー。普段はゼロライナードリルに格納されている。コンソール中央のキーボックスにライダーパスを差し込むことで起動し、コンソール左にある緑のボタンやアクセルレバーの操作でゼロライナーのノーマルモードとバトルモードの切り替えを行う。
非常時にはゼロライナーから射出されたマシンゼロホーンはゼロノスの専用バイクとして運用される。車体後部にある集電装置ゼロギャザーによって取り込まれたフリーエネルギーが電気に変換され、その電気が「アラゴドライブエンジン」の働きで磁界を生むことで駆動力を得ている。ゼロギャザーをフル稼動させれば高速走行モードに移行し、最高時速は1,010キロメートルに達する。
フロントカウルから突き出た2本の角ゼロゼロホーンによる突進攻撃は、タンクローリーを一撃で破壊する威力がある。そのほかに前輪両脇からフリーエネルギーを詰め込んだ衝撃集中爆弾を放つ「フロントミサイル」を武装とするが、劇中未使用である。
- 撮影用車両はマシンデンバードと同一で、パーツの換装により別の車両のように見せている[132]。

## 仮面ライダーNEW電王
野上幸太郎がNEWデンオウベルトとライダーパスを使用して変身する新型の電王。
劇中では通常に「電王」、区別の場合では『さらば電王』では「新しい電王」、『EPISODE BLUE』では「もう一人の電王」「幸太郎の電王」と呼称され、『レッツゴー仮面ライダー』では「仮面ライダー電王」と名乗った。
変身システムは電王と変化はないが、憑依したイマジンを武器に変形させる能力を備える。

### フォーム（NEW電王）
プラットフォーム
自力で電仮面を起動できる幸太郎が、この姿のまま戦うことはない。側頭部の色は『さらば電王』では良太郎の電王と同様に白だったが、それ以降のシリーズではボディと同じ青となっている。

ストライクフォーム
幸太郎のオーラをフリーエネルギーに変換して変身するNEW電王の基本形態。俊敏なフットワークと幸太郎が得意とする剣術を駆使して戦う。
オーラアーマーは紺色で、金色のラインが入っている。細身で鋭角的な電仮面のグリッドスキャンアイにはテレビの走査線のような模様が浮かび、胸には電王 クライマックスフォームと同型の転車台が飾られている。また、肩から背後に向けてうねるレール状のプロテクターは、炎を象徴すると同時に、列車を空に打ち上げる線路をイメージしている。
『さらば電王』では自身の強さへの絶対的自信から相手を見下す形で、あらかじめ宣言したカウント以内に敵を倒す戦法を好んでいた。だが死郎に敗北し、幸太郎の心境の変化・成長によって「カウントゼロからが本当の戦い」という結論から以後行わなくなる。その後『EPISODE BLUE』ではテディの提案によって久しぶりに行われ、以前のような相手を見下す形ではなく、自身への制約・目標としての物に変化し、『レッツゴー仮面ライダー』でも行われた。
- 桃が1つの電王、牛2頭のゼロノスに対し、『3匹のこぶた』のように3に関係あるものを頭に出す案もあった。そのほかに、『白雪姫』のようにリンゴが頭にくるものや女性のイマジンが憑依したもの、デネブが加わったクライマックスフォーム、デネブがプラットフォームに取り憑いたベガフォームやバッタのイマジンが憑依したホッパーフォームも提案された。
- 当初のデザイン時にはVアンテナはなかったが、両目が分離した形状は立体化が難しかったため、Vのラインを中央に足している。「電王が新幹線ならばNEW電王はヨーロッパの超特急」というテーマのもと、とがったシルエットにデザインされた。『俺、誕生！』用に描かれたウイングフォームの別案のひとつである「悪の電王（黒いソードフォーム）」の色を変えたものが原型となっている。また、肩パーツの形状は電王 ライナーフォームに検討された案を洗練させたものである。配色が紺と金なのは、当時流行していた高級缶ビールに由来する。

ベガフォーム
デネブのオーラをフリーエネルギーに変換して変身する特殊形態。詳細は劇場版 超・仮面ライダー電王&ディケイド NEOジェネレーションズ 鬼ヶ島の戦艦#仮面ライダーNEW電王 ベガフォームを参照。

スペック
| 名称               | 身長   | 体重   | パンチ力 | キック力 | ジャンプ力 （ひと跳び） | 走力 （100 m） | 初登場              |
| ------------------ | ------ | ------ | -------- | -------- | ----------------------- | -------------- | ------------------- |
| ストライクフォーム | 194 cm | 92 kg  | 6 t      | 7 t      | 38 m                    | 4秒            | さらば電王          |
| ベガフォーム       | 199 cm | 123 kg | 7 t      | 10 t     | 25 m                    | 9.7秒          | 超・電王&ディケイド |

### ツール（NEW電王）
NEWデンオウベルト
NEW電王の変身ベルト。形状は通常のデンオウベルトと同様だが、ベースカラーが銀から金に変わっている。フォームチェンジ用のスイッチもあるが、幸太郎に憑依したイマジンは武器へと変化してしまうため、イマジンごとにエフェクトが違う程度で、セタッチ時の音声は「Strike Form」だけである。ストライクフォーム時のターミナルバックルは金色になる。
ベガフォームの場合はデネブが武器にならずそのままフォームチェンジし、ターミナルバックルは緑になっていた。なお、ベガフォーム用のフォームスイッチや変身待機メロディはない。

ライダーパス
NEW電王への変身・NEWデンライナーの呼び出しなどに使用するパス。外見は電王の物と同様。
『さらば電王』の劇中では、幸太郎が走りながら前方へ放り投げたパスがひとりでにNEWデンオウベルトへと移動してセタッチが行われた。このことから、NEW電王のライダーパスは変身者の意思を受けて自動的にセタッチされる機能が追加されていると思われる。

デンガッシャー
腰に携行する武器。外見や機能は電王の物と同様。
ソードモード
『超・電王&ディケイド』でストライクフォームがテディと共闘する時に使用した。
- スケッチでは刃先の形状が変更されている。

マチェーテディ
テディがフリーエネルギーによって変身した大型の銃剣。NEW電王が通常使用する武器である。敵を切り裂くだけでなく、先端の銃口から強力な破壊光弾を発射できる。
変形はテディの意志で行えるが、多くは幸太郎の合図で実行する。テディの意思によって自力で動き、それを応用しての攻撃も可能。
鍔元にはテディの顔があり、普段どおり会話ができる。また、幸太郎の指示によって戦闘時のカウントダウンを担当する。
- ストライクフォームの背中にかつぐことも可能だが、刀身を収めるためのパーツは撮影現場の判断で追加された物なので、公式設定ではない。

キンタオノ
『EPISODE BLUE』で幸太郎に憑依したキンタロスが変型した巨大な斧型の武器。強力な切れ味であらゆる物を寸断するが、キンタロスの体重の影響であまりに重く、取り扱いに大変苦労してしまう代物でもある。
そのため劇中では思うように使いこなせず、あまり効果的なダメージを与えられなかった。

ウラタザオ
『EPISODE BLUE』で幸太郎に憑依したウラタロスが変型した釣竿型の武器。竿の部分が鞭状に伸び、敵を叩く形で攻撃する。だが機能的にも見た目通りただの釣竿のため、ダメージは低い。
幸太郎とウラタロスのコンビネーションが合わなかったため木の枝に引っかかり、さらには電王 プラットフォームにも攻撃を加えてしまった。

モモタケン
『レッツゴー仮面ライダー』で幸太郎に憑依したモモタロスが変化した剣。刀身が燃え上がる炎のような形になっており、刀身に炎を纏わせて敵を斬り裂く。柄の部分にモモタロスの顔を模した分銅鎖が付いており、それを振り回しての攻撃も可能。
テディ以外のイマジンが変身した武器で唯一まともに扱えた武器である。

### 必殺技（NEW電王）
ストライクスパート
右足にフリーエネルギーを纏い、跳び蹴りを叩き込む。破壊力は22トン。

カウンタースラッシュ
刀身に赤いフリーエネルギーをチャージしたマチェーテディで敵を一刀両断する。『さらば電王』のシャドウイマジン戦と『レッツゴー仮面ライダー』では、フルチャージを行わずに発動していた。

### 専用ビークル（NEW電王）
マシンデンバード
NEWデンライナーの運転席を兼ねる独立連動システムバイク型コントローラー。外見や機能は電王の物と同様。
『さらば電王』ではNEW電王が無断で使用している他、『EPISODE BLUE』ではテディが使用した。

## その他の仮面ライダー
仮面ライダーガオウ

仮面ライダーネガ電王

仮面ライダー幽汽

仮面ライダーG電王

黒い仮面ライダー（正式名称不明）
『超ヒーローファイル 3』で描かれた「特別読切まんが」（作：飯田浩司）に登場する仮面ライダー。
全身が黒く、頭部、ボディには稲妻状の模様があり、電仮面も稲妻のような形状をしている。ターミナルバックルも稲妻を模したものとなっている。襟足からは髪の毛のようなものが生え、肘、太腿には3本ずつ棘のようなものが付いている。使用するデンガッシャーはロッドモードと同じ連結だが、ロッドモードのように長く伸びてはおらずオーラアックスが伸び、デンガッシャーの一番、四番の先端から稲妻状の刃が伸びている。
大量のイマジンを引き連れゼロノスを追いつめるが駆けつけた電王の俺の必殺技パート2で首を斬られ倒された。
ゴルドラ

シルバラ

武神電王

仮面ライダーしん王

仮面ライダーダン王